# Star Trek Armada II
Star Trek Armada II è un videogioco di strategia in tempo reale (con paesaggio, unità e strutture 3D), ambientato nell'universo fantascientifico di Star Trek, dove si deve costruire e controllare di una Flotta Stellare di astronavi con cui occupare pianeti e basi stellari, sviluppato da Mad Doc Software e distribuito nell'anno 2002.
Questo è il seguito di Star Trek Armada distribuito nell'anno 2000.

## Modalità di gioco
Ci sono 3 campagne in sequenza (una decina di scenari ognuno con filmati di intermezzo) per il gioco in singolo (con vari livelli di difficoltà), relative a: "Federazione Unita dei Pianeti", "Impero Klingon" e "Collettivo Borg" (presente, ma neutrale la "Federazione Commerciale Ferengi"); inoltre si hanno a disposizione delle lezioni per imparare le nozioni di base del gioco (tutorial), una comoda guida ed anche un sistema di aiuti a finestre con la descrizione di tutte le varie cose.
Poi sono fornite circa 30 tra missioni e mappe con vari obiettivi in cui si possono controllare anche le forze della: "Flotta Romulana", "Unione Cardassiana" e "Specie 8472", che sono utilizzabili sia per il gioco in gruppo su LAN, con modem o su Internet, che in singolo contro il computer come schermaglia (skirmish).